# Поспелов, Борис Викторович
Борис Викторович Поспелов (7 февраля 1937, Свердловск — 23 марта 2003, Екатеринбург) — советский хоккеист, нападающий. Мастер спорта СССР. Тренер, судья

## Биография
Воспитанник свердловского «Динамо». Дебютировал в классе «Б» первенства СССР в составе команды в сезоне 1954/55. Пять сезонов отыграл за «Спартак» Свердловск. Армейскую службу проходил в командах Чебаркуля (1960/61), Москвы (1961/62), Новосибирска (1961/62) и Ленинграда (1962/63). В сезонах 1963/64 — 1965/66 играл за свердловский «Спартак». На 9-м турнире на приз газеты «Советский спорт» (1966) выступал за «Автомобилист» Свердловск.
Победитель хоккейного турнира I зимней Спартакиады народов СССР 1962.
Тренер «Звезды» Чебаркуль (1967/68), «Шофёра» Свердловск (1968/69 — 1969/70).
Окончил Омский государственный институт физической культуры. Работал в комитете по физической культуре, спорту и туризму, в федерации хоккея Свердловской области. Обладатель звания «Судья Всесоюзной категории» по хоккею.
Кавалер ордена «Знак Почёта». Награжден почетными знаками «За заслуги в развитии физической культуре и спорту» (1999), нагрудным знаком «Отличник физической культуры и спорта».
Скончался 21 марта 2003 года.